# Ото III (Монферат)
Вижте пояснителната страница за други личности с името Ото III.
Ото III Палеолог (Otto III, на италиански: Ottone III Paleologo, Secondotto o Secondo Ottone, * 1358/1361, † 16 декември 1378 в Лангирано до Парма) е маркграф на Монферат от 1372 г. до смъртта си. Известен е и като Секондото.
Той е най-големият син на маркграф Джовани II († 19 март 1372) и Изабела от Майорка (1337–1406).
Ото се жени на 2 август 1377 г. за Виоланта Висконти (1354–1386), дъщеря на Галеацо II Висконти († 1378), господар на Милано, и на Бианка Савойска († 1387). Тя е вдовица на Лайънъл Антверпенски, херцог на Кларънс († 1368), син на английския крал Едуард III. Бракът е бездетен.
Ото III умира на 16 декември 1378 г. в Лангирано близо до Парма. Последван е от брат му Джовани III. Вдовицата му се омъжва през 1381 г. за Луиджи Висконти († 1385), син на Бернабо Висконти.